# Galina Ermolaeva
Cet article concerne une coureuse cycliste. Pour la rameuse, voir Galina Ermolaeva (aviron).
Galina Vassilievna Ermolaeva (Галина Васильевна Ермолаева), née le 4 février 1937, dans la région de Toula  est une coureuse cycliste sur piste soviétique. Spécialiste de la vitesse, elle a été six fois championne du monde de cette discipline à 14 ans d'intervalle. Elle a terminé au total à 14 reprises sur le podium des championnats du monde de vitesse (6 or, 5 argent, 3 bronze).
Pionnière du sport féminin, comme l'ont été de nombreuses sportives issues de l'ancienne Union soviétique, dans un sport où le machisme n'hésitait pas à s'exprimer de façon systématique, la championne soviétique, malgré ses nombreuses médailles, aurait sans doute  un palmarès plus fourni si le cyclisme avait introduit plus tôt des épreuves féminines aux Jeux olympiques. Cycliste sociétaire du club des syndicats soviétiques (Troud), Galina Ermolaeva, que les photos publiées lors des championnats du monde de 1964 en France, montrent blonde, élancée et grande cumule un nombre supérieur de titres de Championne de l'URSS, dix, auxquels il y a lieu d'ajouter cinq titres dans l'épreuve du 500 m
Après avoir cessé la compétition, elle devient « juge » pour les compétitions cyclistes de l'URSS.

## Palmarès

### Championnats du monde de vitesse
- Paris 1958
  -  Médaillée d'or
- Rocourt 1959
  -  Médaillée d'or
- Leipzig 1960
  -  Médaillée d'or
- Douglas 1961
  -  Médaillée d'or
- Rocourt 1963
  -  Médaillée d'argent
- Paris 1964
  -  Médaillée d'argent
- San Sebastián 1965
  -  Médaillée d'or
- Amsterdam 1967
  -  Médaillée de bronze
- Rome 1968
  -  Médaillée de bronze
- Brno 1969
  -  Médaillée d'argent
- Leicester 1970
  -  Médaillée d'argent
- Varèse 1971
  -  Médaillée d'argent
- Marseille 1972
  -  Médaillée d'or
- San Sebastián 1973
  -  Médaillée de bronze

### Championnats d'Union soviétique sur piste
- Vitesse individuelle  : 1956, 1957, 1958, 1960, 1961, 1962, 1963, 1970, 1972 et 1973
- 500 mètres contre-la-montre  : 1956, 1957, 1958, 1960 et 1970

### Distinction
Maître des sports émérite de l'Union soviétique